# Rudky
Rudky (in ucraino Рудки?; in polacco Rudki) è una città dell'Ucraina (5 230 abitanti) situata nel distretto di Sambir, nell'oblast' di Leopoli. Ospita l'amministrazione della comunità territoriale di Rudky, una delle comunità territoriali dell'Ucraina.